# Bulería
Um dos palos flamencos mais festivos, e um dos mais rápidos, próprio para o baile. Seu compasso é por 12, e geralmente é tocado na escala dórica flamenca de A (o que se chama toque "por médio" tradicionalmente no flamenco). Apresenta uma sonoridade de caracter bastante misterioso. Os tempos fortes do compasso são 12, 3, 6, 8, e 10 (é costume considerar que o compasso da bulería se inicie no 12), porém, dentre os palos mais famosos, é provavelmente o mais rico em contratempos. Harmonicamente utiliza muito a cadência andaluza, principalmente nas falsetas, enquanto no toque básico, o mais freqüente é encontrar a progressão I-II-I da escala dórica flamenca (são bem comuns compassos que começam no acorde I no tempo 12, entram no acorde II geralmente no tempo 3 - produzindo a sensação de aumento de tensão -, carregando esta pelo 6 e 8, e descarregando a tensão geralmente no tempo 10, ao retornar para o acorde I). 
O baile é igualmente virtuoso. Diz-se que é na bulería que os artistas têm a oportunidade de expor toda sua habilidade, tanto para o tocaor, quanto para o bailaor.
Do famoso cantor flamenco Camarón de la Isla podem ser citados alguns exemplos de bulería: Gitana te quiero, Viejo Mundo, Samara, Luna Llena, etc.